# کنجی شیمائوکا
کنجی شیمائوکا (انگلیسی: Kenji Shimaoka؛ زادهٔ ۱ ژانویهٔ ۱۹۴۹) بازیکن والیبال اهل ژاپن است.